# Коста Бјелогрлић
Коста Бјелогрлић (Липник, код Гацка, 1903 — Гацко, 27. октобар 1947), учесник Народноослободилачке борбе и народни херој Југославије.

## Биографија
Рођен је 1903. године у Липнику, код Гацка и до почетка рата се бавио земљорадњом.
Када су, 7. јуна 1941. године усташе кренуле у село Липник, да тамо наставе покољ српског становништва у Херцеговини, сељаци су их, под командом Косте Бјелогрлића, и уз помоћ сељака из околних села, одбили, а затим заузели усташку касарну у Јасенику.
Збор устаника у Драмешини одржаном 26. јуна на коме је одлучено да се, приликом напада на усташко упориште, не дозволи пљачкање и убијање невиног и неборачког муслиманског становништва. У Липничкој устаничкој групи Коста Бјелогрлић се енергично залагао за поштовање ових закључака и давао отпор њиховом кршењу. То му је врло брзо донело, поред војничког, и политички углед.
Његово доследно провођење програма Народноослободилачког покрета доприније је стварању партизанских упоришта у селима Гатачког среза. На збору устаника у селу Улињу, 2. новембра 1941. године, формиран је штаб Гатачког партизанског батаљона, у чијем је саставу било шест партизанских чета. Тада је Коста постављен за команданта батаљона.
У италијанско-четничкој офанзиви, маја 1942. године, непријатељ је напао села Липник и Самобор у намери да, се преко Голије, пробије према Никшићу. У борби која је трајала целог дана, Коста Бјелогрлић је са својим батаљоном успио да потисне Италијане и да их натјера на повлачење. Тада су заробљена три тешка митраљеза, радио-станица, неколико аутомата и други материјал.
Када је у јуну 1942. године од бораца који су се повукли из Херцеговине испред четничко-италијанске офанзиве формиран Херцеговачки партизански одред, Коста је постављен за команданта његовог Првог батаљона. Заједно са батаљоном Коста је, нешто касније, ушао у састав Десете херцеговачке ударне бригаде. На овој дужности учествовао је у борбама на Купресу, Посушју, код Горњег Вакуфа, на Враниће и другим местима.
У Петој непријатељској офанзиви, јуна 1943. године, учествовао је у акцијама Десете херцеговачке бригаде против непријатеља. Већ оронулог здравља, Коста је, после доласка партизанских јединица из Босне у Херцеговину, постављен за команданта места у Автовцу и изабран за члана Среског комитета КПЈ за Гатачки срез, а касније и за првог председника Среског Народноослободилачког одбора. На тој дужности је остао до ослобођења земље.
После ослобођења, био је члан Обласног Народноослободилачког одбора за Херцеговину. Умро је 27. октобра 1947. године у Гацком.
Указом председника Федеративне Народне Републике Југославије Јосипа Броза Тита, 24. јула 1953. године, проглашен је за народног хероја.